# Хронологија инвазије Русије на Украјину (октобар 2024)
Овај чланак обухвата дешавања која су се догодила у октобру 2024. године, за време инвазије Русије на Украјину.

## Хронологија

### 1. октобар
Руске снаге преузеле су контролу над насељима Крути Јар у Доњецкој области на истоку Украјине и Вишњеве у Харковској области.

### 2. октобар
Руске трупе заузеле су цео град Угледар на истоку Украјине, објавили су проруски ратни блогери. Британска новинска агенција објашњава да није могла независно да потврди извештаје. Раније је регионални украјински званичник рекао да су руске трупе стигле до центра града.
Руски војници тврде да се пресретнуте украјинске беспилотне летелице прилагођавају за помоћ Оружаним снагама Русије на линији фронта. Према речима војника, неки дронови се демонтирају ради резервних делова, док се други користе за доставу хране и муниције војним лицима, рекли су руски борци.

### 3. октобар
Руска авијација уништила је складиште муниције Оружаних снага Украјине у Доњецку, саопштило је руско министарство одбране. Како руско министарство наводи, ваздушним ударом помоћу универзалног модула за планирање и корекцију са високоексплозивном бомбом ФАБ-3000 уништено је складиште муниције Оружаних снага Украјине у рејону села Разлива.
Украјинске беспилотне летелице напале сувојни аеродром Борисоглебск у Вороњешкој области Русије, потврђено је у Служби безбедности Украјине. Дронови су током ноћи напали складишта и стајанку за авионе СУ-35 и СУ-34, као и складишта горива на војном аеродрому Борисоглебск.

### 4. октобар
Украјинска војска саопштила је да је током ноћног напада погодила складиште горива у руској области Вороњеж. Примећено је да руски системи противваздушне одбране делују у тој области. Потврђено је да је најмање један од резервоара погођен. Руско Министарство за ванредене ситуације навело је да су ватрогасци угасили велики пожар на складишту горива на руском Уралу, а пријављена је и серија удара беспилотних летелица у областима близу украјинске границе, од којих је један такође изазвао мањи пожар на складишту горива.
Руски системи противваздушне одбране уништили су за недељу дана ракете АТАЦМС, бомбе Хамер, гранате ХИМАРС и више стотина дронова, саопштило је руско Министарство одбране. Министарство наводи да су током недељу дана, системи противваздушне одбране оборили седам оперативно-тактичких пројектила АТАЦМС америчке производње, шест вођених бомби Хамер француске производње, 22 ракете ХИМАРС америчке производње, као и 540 дронова.

### 5. октобар
У делу Херсонске области одјекнуле су експлозије, а како преносе медији, оштећена је гасна станица. Власти наводе да је оштећен и складишни објекат у оквиру гасне станице. Експлозије услед ваздушних напада руске војске одјекнуле су и Запорошкој области, а према наводима шефа локалне администрације Ивана Фјодорова, оштећено је неколико објеката инфраструктуре. Он је рекао да је у делу Заподошке области који је под контролом Кијева одјекнуло синоћ најмање 400 експлозија.

### 6. октобар
Руско Министарство одбране саопштило је да су у ударима авијације и артиљерије украјинске трупе поражене на подручју 15 насеља Курске области.

### 7. октобар
Генералштаб Оружаних снага Украјине саопштио је да је синоћ извршен успешан напад на непријатељски марински нафтни терминал у Феодосији. Наводи се да је тај терминал највећи на Криму за претовар нафтних деривата, који су коришћени, посебно, за потребе војске.

### 8. октобар
Француска ће Кијеву током прве половине наредне године послати борбене авионе домаће производње мираж 2000, најавио је француски министар одбране Себастијан Лекорн. Лекорн је нагласио да Француска прилагођава своје авионе да би били погоднији за рат у Украјини.

### 9. октобар
Амбасадори земаља чланица ЕУ сагласили су се да ЕУ издвоји 35 милијарди евра за већи, планирани кредит Г7 Украјини. Kредит Г7 ће искористити замрзнуту имовину руске централне банке, потврдиле су дипломате из земаља ЕУ.
Одред хаубице Д-30 групе "Дњепар" уништио је контролни пункт украјинске војске на десној обали Дњепра у Херсонској области, саопштило је Министарство одбране Русије. Ударни ФПВ дронови групе "Југ" уништили су центар везе и људство украјинске војске на кураховском правцу, додаје Министарство.

### 10. октобар
Током протекле ноћи на територији Русије уништена су 92 украјинска дрона, саопштило је Министарство одбране Русије.

### 11. октобар
Русија је ноћас поново напала Кијев – пети пут од почетка месеца. У престоници је деловала ПВО. Упозорење о ваздушном нападу у престоници трајало је више од три сата, дронови су ушли у Кијев из различитих праваца.
Немачка, заједно са својим партнерским земљама, намерава да Украјини до краја ове године пружи безбедносну помоћ у вредности од 1,4 милијарде евра, а следеће 4 милијарде евра. До краја године, уз подршку партнера из Белгије, Данске и Норвешке, биће испоручен Украјини још један пакет вредан 1,4 милијарде евра, нагласио је Шолц. Конкретно, овај пакет ће укључивати Ирис-Т, системе противваздушне одбране Скинек, противваздушне топове Гепард, самоходну артиљерију, оклопна возила, борбене дронове, радаре и муницију. Немачка канцеларка је рекла и да ће земље Г7 ове године Украјини обезбедити додатни кредит од 50 милијарди евра у складу са одлуком самита Г7 у Апулији.

### 12. октобар
Оперативно-тактичка авијација, јуришна беспилотна летелица, ракетне снаге и артиљерија групација Оружаних снага Руске Федерације нанеле су пораз објектима енергетске инфраструктуре који су обезбеђивали рад војно-индустријског комплекса, акумулације непријатељске људства и војске. опреме у 146 региона.

### 13. октобар
Руска војска лансирала је на Украјину око 900 навођених бомби, више од 40 ракета и 400 дронова за недељу дана, рекао је украјински председник Володимир Зеленски.

### 14. октобар
У Купјанску у Харковској области и три суседна насеља је проглашена обавезна евакуација цивила, заједно са становницима Борове у Изјумском рејону. У Торецку у Доњецкој области није остало целих зграда, што омогућава руским снагама да заузму нове делове града. Борбе се воде на деловима фронта испред Лимана, Кураховог и Покровска.

### 15. октобар
Руска војска је током дана одбила девет контранапада Оружаних снага Украјине у зони специјалне операције, саопштило је Министарство одбране Русије. Министарство одбране је додало да су системи ПВО оборили вођену бомбу хамер и 43 беспилотне летелице.

### 16. октобар
Русија је током ноћи покренула серију напада беспилотним летелицама и ракетама на Кијев и друге украјинске градове, саопштили су украјински званичници. Услед напада. избио је велики пожар у индустријском постројењу у Тернопољској области. Украјинске ваздухопловне снаге навели су да су руске снаге током ноћи лансирале око 136 дронова и три пројектила на земљу, истичући да је уништена 51 беспилотна летелица у 14 региона.

### 17. октобар
Руске снаге су више од три сада нападале Кијев јуришним дроновима, саопштила је војна управа престонице. Оштећена је стамбена зграда у округу Десњански, али није било жртава. Руске беспилотне летелице ушле су у Кијев у таласима и из различитих праваца. Један од аларма је био повезан са претњом непријатеља коришћењем балистичког оружја.
САД су обезбедиле нови пакет хитне додатне војне помоћи за Украјину у износу од 425 милиона долара, саопштио је Стејт департмент. Прецизира се да нови пакет додатне војне помоћи обухвата муницију за америчко-норвешке напредне ракетне системе земља–ваздух (НАСАМС), противваздушне ракете РИМ-7 и стингер, муницију за ракетне системе ХИМАРС. Наводи се да помоћ обухвата и артиљеријску муницију калибра 155 и 105 милиметара, као и касетну муницију, затим противтенковско оружје АТ-4 и друге противоклопне системе.

### 18. октобар
Руско министарство одбране саопштило је да су Русија и Украјина размениле по 95 ратних заробљеника као исход договора који је постигнут захваљујући Уједињеним Арапским Емиратима који су били медијатор. У саопштењу се додаје како су руски војници који су били заробљени прегледани у Белорусији. Кијев се није оглашавао поводом размене заробљеника.
На потезу код Часовог Јара потврђена је јучерашња вест о продору Оружаних снага Русије дуж јужног крила. Судећи по подацима које је потврдио непријатељ, пробој је износио 2,5 км западно од канала Северски Доњец-Донбас. Изнад зграде рудника на јужној периферији Часовог Јара подигнута је тробојка.

### 19. октобар
Извршни одбор Међународног монетарног фонда (ММФ) одобрио је пету ревизију Програма проширеног фонда (ЕФФ) за Украјину, што ће јој омогућити да добије нову траншу од око 1,1 милијарду долара, саопштио је украјински премијер Денис Шмихал. Наводи се да ће транша бити искоришћена за покриће важних изнуђених буџетских расхода.
Руске снаге су уништиле мост преко реке Конка у Олешки у Херсонској области. Припадници бригаде су раније у више наврата добијали обавештајне информације о могућој офанзиви украјинских снага. Такође се наводи да су све јединице на дубини до 15 километара стављене у пуну борбену готовост. То такође потврђује информације о кретању око 1.000 руског војног особља ка реци Дњепар.

### 20. октобар
Министарство одбране Русије саопштава да је нанет пораз на привременим местима размештања страних плаћеника, радионицама за производњу беспилотних летелица, местима њихове припреме и лансирања у Сумској и Харковској области, као и концентрације људских ресурса и војне технике. Системи ПВО су у једном дану оборили пет пројектила ХИМАРС и 142 украјинске беспилотне летелице.

### 21. октобар
Руска војска активно покушава да заузме Часов Јар у Доњецкој области, ипак су успели да пробију одбрану града. Напомиње се да Руси неколико месеци нису могли да пређу канал Северски Доњец-Донбас на истоку, али га је у петак чеченска претходница прешла и напредовала 2,5 километра западно дуж јужне ивице Часова Јара. После пет месеци жестоких борби, руска војска је пробила украјински фронт јужно од Часова Јара и поставила своју заставу на индустријску зграду 2,5 км иза канала.
Председник Укрјаине Володимир Зеленски захвалио је Сједињеним Америчким Државама на пакету одбране у износу од 400 милиона долара Он је такође навео да САД припрема посебан пакет од 800 милиона долара за финансирање производње украјинских дронова.

### 22. октобар
Украјински напади дроновима током ноћи изазвали су експлозију и пожар у фабрици за производњу етанола и оштетили још два предузећа за производњу алкохола у Русији. Експлозија је потресла биохемијску фабрику Биохим у руској области Тамбов, изазвавши краткотрајни пожар, рекао је губернатор Тамбовске области Максим Јегоров.
Становништво Украјине смањено је за 10 милиона, или око четвртину, од почетка инвазије Русије у пуном обиму као резултат одласка избеглица, пада наталитета и смрти у рату, саопштиле су Уједињене нације.

### 23. октобар
Руска противваздухопловна одбрана током протекле ноћи оборила је 14 украјинских беспилотних летелица изнад територије Русије и Крима, а морнаричка авијација Црноморске флоте уништила је четири беспилотна чамца на путу ка Криму.

### 24. октобар
Украјина је саопштила да је оборила 40 од 50 руских дронова лансираних током ноћи, док их је још седам "нестало са радара".

### 25. октобар
Русија је у два таласа напала беспилотним летелицама током ноћи Кијев, што је 15. ваздушни удар на украјинску престоницу овог месеца. Током напада, који је трајао око четири сата, оборено је око десет дронова.

### 26. октобар
Више од 1.000 корисника остало је без струје у Харковској области због руских напада. Руси су у Боривском региону у Харковској области напали инфраструктуру услед чега је оштећен гасовод и трансформатор.

### 27. октобар
Канада је Украјини испоручила прву серију оклопних транспортера лав, саопштило је канадско Министарство одбране не наводећи о којој је количини реч. Министар финансија Украјине Сергеј Марченко потписао је 11. октобра споразум са Владом Канаде о додатном зајму у износу од 400 милиона канадских долара.
Украјински председник Володимир Зеленски саопштио је да је Русија за недељу дана против Украјине употребила више од 1.100 ваздушних бомби, као и да је извела више од 560 напада дроновима и око 20 напада ракетама разних типова.

### 28. октобар
Хрватски и немачки министар одбране Иван Анушић и Борис Писторијус потписали су у Берлину писмо намере о испоруци старих хрватских тенкова и оклопних возила Украјини у замену за најмодерније немачке тенкове леопард 2А8 у сврху изједначавања стандарда унутар НАТО-а. Хрватска је показала спремност да из Украјини пошаље 30 тенкова и 30 оклопних возила. У подршку Украјини спада и слање муниције, а Немачка ће дати финансијску подршку том пројекту.

### 29. октобар
Русија је за недељу дана, од 20. до 27. октобра, заузела 196 квадратних километара украјинске територије, што је најбрже недељно напредовање руских снага ове године.
Секретар Савета за националну безбедност и одбрану Украјине (НСДЦ) Олександр Литвињенко саопштио је да је 1,5 милиона Украјинаца регрутовано у Одбрамбене снаге Украјине и да је потребно мобилисати још 160.000 људи. Након тога, војска би требало да буде комплетирана до 85 одсто.
Источни фронт у Украјини се распао након што су руске трупе ушле у место Селидово западно од града Доњецка. Украјински генерал Дмитро Марченко је рекао да се њихов фронт срушио. Прво, постоји недостатак муниције и оружја. Друго, има људи, нема људи, нема појачања. Људи су јако уморни, једноставно не могу да покрију фронтове на којима се налазе. И, треће, постоји неравнотежа у командовању. Потом су стекли упориште у јужним и источним деловима града потискујући украјинске оружане снаге у центар. На крају су се водиле уличне борбе у солитерима. У саопштењу се наводи да је Селидово град који се налази на линији Селидово–Новогродовка–Гродовка, иза које се отвара пут за Покровск, једну од највећих и стратешки важних тачака за Украјину.

### 30. октобар
У друштву се све више говори о мобилизацији жена у Украјини 2024. године. У октобру је амбасадор Украјине у Великој Британији Валериј Залужни рекао да ће жене бити регрутоване у Оружане снаге ако буде потребно да би се Европа спасила од рата. Оружане снаге су истакле да мобилизација Украјинки треба да се одвија уз војну обуку свих жена.
Украјина је примила само десет одсто америчке војне помоћи коју је Конгрес САД одобрио раније ове године, рекао је председник Володимир Зеленски. Русија је убрзала је своје напредовање на истоку, а војска Кијева је надјачана од свог моћнијег непријатеља. Украјина се такође припрема за најтежу зиму у рату након што су руски ваздушни удари дугог домета уништили, како кажу званичници, око половине њених капацитета за производњу електричне енергије.

### 31. октобар
Украјински председник Вoлoдимир Зеленски рекао је да је, упркос споразуму са НАТО, Пољска нашла још један разлог да не пребаци своје старе ловце миг-29 у Кијев. „Ми смо заиста желели да добијемо мигове од Пољске, али нису могли да нам их дају, јер нису имали довољно својих. Стога смо се договорили са НАТО-ом да им дају полицијску мисију, као нашим балтичким пријатељима”, рекао је председник.
У Авдејевки у Доњецкој Народној Републици, црква Свете Марије Магдалене оштећена је у гранатирању украјинских снага. Испаљено је много граната, а на цркви су поломљени прозори и фасада је тешко оштећена гелерима. Један од углова испод звоника је разбијен. Оштећени су и предмети у просторијама.